# John Costello
John Costello (New York, 27 agosto 1878 – Los Angeles, 29 gennaio 1946) è stato un attore statunitense del cinema muto.

## Biografia
Nato a New York il 27 agosto 1878, cominciò a lavorare per la Vitagraph nel 1914, interpretando alcuni film diretto da Theodore Marston. Continuò a lavorare per la Vitagraph. Nel 1918, lasciò il cinema per qualche tempo. Ritornò a recitare negli anni venti, ma saltuariamente. Il suo ultimo film risale al 1928. Nella sua carriera cinematografica, girò una trentina di film.
John Costello morì il 29 gennaio 1946, a Los Angeles, all'età di 67 anni.

## Filmografia
La filmografia è completa. Quando manca il nome del regista, questo non viene riportato nei titoli
- A Double Error, regia di Theodore Marston (1914)
- Regan's Daughter, regia di Theodore Marston (1914)
- The Love of Pierre Larosse, regia di Theodore Marston (1914)
- Within an Ace, regia di Theodore Marston (1914)
- The Moonshine Maid and the Man, regia di Charles L. Gaskill (1914)
- Snatched from a Burning Death, regia di Charles L. Gaskill (1915)
- The Way of the Transgressor, regia di William Humphrey (1915)
- The Confession of Madame Barastoff, regia di Charles L. Gaskill (1915)
- The Mystery of the Empty Room, regia di Cortland Van Deusen (1915)
- The Little Trespasser, regia di C.J. Williams (1916)
- Susie, the Sleuth, regia di George D. Baker (1916)
- Lights of New York, regia di Van Dyke Brooke (1916)
- The Redemption of Dave Darcey, regia di Paul Scardon (1916)
- The Shop Girl, regia di George D. Baker (1916)
- The Man Behind the Curtain, regia di Cortland Van Deusen (1916)
- The Wandering Horde, regia di Eugene Mullin (1916)
- The Scarlet Runner, regia di William P.S. Earle e Wally Van - serial (1916)
- Jolts and Jewelry, regia di Larry Semon (1917)
- Big Bluffs and Bowling Balls, regia di Larry Semon (1917)
- Rips and Rushes, regia di Larry Semon (1917)
- Womanhood, the Glory of the Nation, regia di J. Stuart Blackton e William P.S. Earle (1917)
- Blind Man's Holiday, regia di Martin Justice (1917)
- The Princess of Park Row, regia di Ashley Miller (1917)
- The Embarrassment of Riches, regia di Edward Dillon (1918)
- My Country (1918)
- The Scarlet Trail, regia di John S. Lawrence (1918)
- The House of Mystery (1921)
- The Mad Dancer, regia di Burton L. King (1925)
- Married?, regia di George Terwilliger (1926)
- Inspiration, regia di Bernard McEveety (1928)